# Estación de Valladolid-Campo de Béjar
Valladolid-Campo de Béjar fue la segunda estación de la Compañía del Ferrocarril Económico de Valladolid a Medina de Rioseco en Valladolid, tras la de San Bartolomé. Se construyó en 1890 y entró en funcionamiento el 1 de diciembre de ese mismo año, con el objetivo de contar con una estación más céntrica que la de San Bartolomé y de mejorar el intercambio con la estación del Norte.
Entre la estación de San Bartolomé y la de Campo de Béjar se tendió una vía estrecha de carácter urbano que recorría el Puente Mayor, el actual paseo de Isabel la Católica, la calle de San Ildefonso, el paseo de Zorrilla y la calle de Gabilondo. También se llegó a tender una vía entre esta estación y la del Norte, atravesando la calle de Recondo, para facilitar el intercambio de mercancías entre ambos ferrocarriles. Aún se conserva la puerta que permitía el acceso al recinto de la Compañía del Norte desde la calle de Recondo.
Desde el 31 de octubre de 1930, la estación fue gestionada por la Compañía de Ferrocarriles Secundarios de Castilla, tras la incautación por parte del Estado de la línea Valladolid–Medina de Rioseco y la posterior entrega de la concesión a dicha empresa.
En 1952, el trazado urbano del ferrocarril de vía estrecha fue cerrado al tráfico de viajeros debido a las presiones del Ayuntamiento de Valladolid, que denunciaba su peligrosidad. Sin embargo, se mantuvo en funcionamiento para el tráfico nocturno de mercancías hasta 1961, año en que se clausuró y desmanteló el tramo urbano de la línea, entre San Bartolomé y Campo de Béjar.
El diseño del trazado por calles céntricas —como el Puente Mayor, el paseo de Isabel la Católica, San Ildefonso y Recondo— representó una innovación notable en la movilidad urbana, integrando la vía estrecha en el tejido de la ciudad. No obstante, esta integración provocó tensiones con el tráfico rodado, lo que contribuyó decisivamente al cierre al tráfico de viajeros en 1952.

El solar de la antigua estación se transformó en la actual estación de autobuses de Valladolid, manteniendo el lugar como un importante nudo de intercambio de viajeros. Aunque la estación ya no existe físicamente, su trazado y legado arquitectónico continúan presentes en la memoria urbana de la ciudad.